# Hetalia Axis Powers
Hetalia Axis Powers (ヘタリア Axis Powers?, Hetaria Axis Powers), talvolta scritto Axis Powers Hetalia (Axis Powers ヘタリア?, Axis Powers Hetaria) un manga scritto e disegnato da Hidekaz Himaruya e ambientato, principalmente, durante la prima e la seconda guerra mondiale, in cui i Paesi vengono antropomorfizzati e dotati di una propria personalità plasmata sullo stereotipo tipico della nazione.
Himaruya originariamente disegnò e pubblicò Hetalia via Internet e, ottenuto un discreto successo, ebbe l'opportunità di distribuire sotto forma cartacea il fumetto, coadiuvandosi con Gentosha, rispettivamente il marzo 2008 per il primo volume, e dicembre 2008 per il secondo. Il manga viene pubblicato in Italia dalla J-Pop (divisione di Edizioni BD) dal 28 ottobre 2011.
Dalla serie è stato tratto un original net anime coordinato dallo Studio Deen, ancora in corso dal 2009 benché abbia avuto un'interruzione, che sarà pubblicato su internet anche in Italia dalla Yamato Video nel 2014. Ne sono stati tratti anche un drama CD, un videogioco e un film d'animazione.
Hetalia è una combinazione di parole giapponesi, unendo hetare (ヘタレ? "inutile" con accezione affettuosa, in riferimento ad un archetipo di personaggio presente negli anime e manga) con Itaria (イタリア? "Italia"). L'Italia, effettivamente, è rappresentata da un ragazzo piuttosto sciocco e fifone che preferisce mangiare piuttosto che combattere. Mentre il titolo originale è stato mantenuto per l'edizione italiana del manga, per quella dell'anime è stato tradotto con Incapacitalia.
Gli eventi raccontati in questa serie ripercorrono la seconda guerra mondiale, soffermandosi in diverse strip anche su diversi eventi storici precedenti come la Guerra d'indipendenza americana o la Guerra di successione austriaca, ironizzando sugli avvenimenti, senza però soffermarsi su argomenti specifici. Le alleanze, le unioni politiche o i rapporti tra i diversi paesi vengono rappresentate con diverse interazioni sociali o romantiche che variano perciò dal matrimonio forzato, all'amore o alla rivalità.

## Struttura degli episodi
Il manga è uno yonkoma, cioè è fatto di strisce di quattro vignette che si leggono dall'alto verso il basso.
L'anime è fatto di brevi episodi di cinque minuti. Gli episodi delle prime quattro stagioni non hanno titolo, tranne alcuni per cui i titoli sono indicati nelle anticipazioni alla fine dell'episodio precedente. Gli episodi di Hetalia - The Beautiful World hanno invece tutti un titolo. Tutti gli episodi sono divisi in più scene separate tra loro da un'immagine con il logo del titolo ed i vari personaggi che spuntano da dietro il titolo dicendo "Hetalia" in modi diversi. Le scene possono essere autoconclusive, oppure collegate tra loro con varie sottotrame che proseguono nel corso di più episodi con una scena o più per ogni episodio. Alcune sottotrame hanno anche un titolo, come Chibitalia (ちびたりあ?, Chibitaria) che racconta la storia di Italia da piccolo e Sacro Romano Impero. La trama principale si può considerare quella della seconda guerra mondiale in cui Italia e Giappone vengono addestrati militarmente da Germania su un'isola deserta e vengono talvolta attaccati da Stati Uniti e Cina, spesso dopo riunioni degli Alleati, ma questa trama, soprattutto dalla seconda stagione, viene sacrificata a favore delle altre. Gli episodi terminano con la sigla finale, intitolata Maru kaite chikyū (まるかいて地球? lett. "Disegna un cerchio, è la Terra") e cantata nella prima stagione solo dal personaggio di Italia (vale a dire dal suo doppiatore Daisuke Namikawa), mentre nella seconda stagione ci sono versioni diverse cantate sulla stessa base musicale da diversi doppiatori nei panni dei loro personaggi. A partire dall'episodio 62 (decimo di Hetalia World Series) la sigla finale è Hata futte parade (はたふってパレード?, Hata futte parēdo, lett. "Sventola la bandiera, è una parata"), anch'essa cantata in diverse versioni dai vari personaggi. Per Hetalia - The Beautiful World la sigla finale è invece Mawaru chikyū rondo (まわる地球ロンド? lett. "Gira la Terra, è un rondò"), cantata di nuovo da Italia/Daisuke Namikawa. Dopo la sigla finale può esserci un'altra scena, e talvolta ci sono le anticipazioni dell'episodio successivo.

## Personaggi
Più di quaranta Paesi sono stati personificati e la maggior parte è identificata con il nome della nazione rappresentata. Solo alcuni Paesi possiedono un nome proprio scelto dall'autore ma, di solito, anch'essi vengono chiamati con il nome della nazione.

### Potenze dell'Asse
Italia del Nord (?, Itaria), voce di Daisuke Namikawa
- Nome: Feliciano Vargas
- Età: 20 anni (circa)
- Altezza: 1,72 m

Questa nazione è allegra ed energica, oltre a vantare nobili origini: Feliciano (noto anche come Italia Veneziano) è infatti il nipote dell'Impero Romano, ovvero il coraggioso guerriero che in passato riuscì a conquistare il mondo.

Feliciano ha ereditato dal nonno il talento per l'arte, ma nessun'altra abilità.

L'Italia del Nord appare come un ragazzo dai capelli castani, con un ciuffo arricciolato sulla sinistra. Caratterialmente, Feliciano è un donnaiolo eternamente distratto, ma pigro e decisamente codardo (ha sempre con sé un'immancabile bandiera bianca). Ha un tic verbale, infatti di tanto in tanto pronuncia un curioso suono, simile a un "Ve". La sua più grande passione è il cibo, specialmente la pasta e la pizza, nonostante la sua cucina vanti l'influenza di molte altre parti d'Europa. Per completare lo stereotipo, in un'immagine appare di fianco a Germania e Giappone armato di mandolino.

Durante l'infanzia, Feliciano viene confuso per una bambina e si ritrova a lavorare con una cameriera nella casa di Sacro Romano Impero. Questi, bambino a sua volta, si innamora di Feliciano.
Il carattere smidollato di Italia del Nord/Feliciano lo espone a dubbi ed indecisioni, e gli causa non pochi problemi, che spesso dovranno essere risolti da Germania/Ludwig.
 Italia del Sud (?, Minami Itaria), voce di Daisuke Namikawa
- Nome: Lovino Vargas
- Età: 22 anni (circa)
- Altezza: 1,74 m

Feliciano ha un fratello maggiore, Italia del Sud, noto anche come Lovino Vargas (ロヴィーノ・ヴァルガス Rovīno Varugasu),chiamato spesso anche " Romano", che ha il ciuffo sul lato destro della testa. Secondo quanto affermato da Himaruya, la personalità di Lovino si riflette nei suoi capelli, entrambi aspetti "più scuri" rispetto a quelli del fratello. Nonostante si atteggi da duro, alla fine Lovino risulta anche lui pigro, vigliacco e "inutile" come suo fratello.

Meno abile nell'industria di Feliciano, la sua economia è incentrata sulle specialità culinarie e sull'agricoltura. Ha difficoltà a relazionarsi con gli uomini, ma è molto cortese con le donne, da piccolo era innamorato di Belgio e aveva un rapporto un po' ambiguo con il suo padrone Spagna del quale anche se non lo ammette è piuttosto affezionato e legato.
Lovino è piuttosto chiuso, rifiuta tassativamente qualunque cibo straniero, contrariamente al fratellino, non sopporta la maggior parte delle altre nazioni.
In particolare, non sopporta Francia e teme Germania, che accusa di essere la causa dei suoi problemi, in particolare lo incolpa di allontanarlo dal fratello, dato che Germania/Ludwig trascorre molto tempo con Feliciano.

In una nota Himaruya afferma che Lovino è afflitto dal problema della mafia: questo è il motivo del suo modo così cupo e distorto di intendere le relazioni sociali. Nonostante tutto, Lovino, avendo un carattere molto più forte e deciso di quello del fratellino, tenta in tutti i modi di sconfiggerla. Ha una buona affinità con Spagna, con cui ha trascorso quasi tutta l'infanzia, ereditandone la religione e la cultura e il temperamento.
 Germania (?, Doitsu), voce di Hiroki Yasumoto
- Nome: Ludwig Beilschmidt
- Età: 22 anni (circa)
- Altezza: 1,80 m

Questa nazione è un affidabile lavoratore ed estremamente fedele alle regole. Questo rigore spinge Ludwig a non tollerare il minimo errore, né da parte sua, né da parte degli altri. Allena i suoi sottoposti nonché alleati a seguire il suo modello, purtroppo senza ottenere risultati significativi. Fisicamente, Germania/Ludwig è un uomo dai corti capelli biondi, gli occhi azzurri ed un fisico atletico.
All'inizio della serie non è molto amichevole ma con il proseguire della storia stringe una significativa amicizia con Feliciano. L'Italia del Nord e la Germania condividono infatti la passione di preparare biscotti. Nonostante la loro amicizia, spesso Feliciano finisce per mettere Ludwig in forte imbarazzo: nell'anime rivela candidamente la grande passione di Ludwig per il materiale erotico.
Nell'opera viene citata la figura storica del Führer, che Ludwig descrive come il proprio "pazzo comandante".
 Giappone (?), voce di Hiroki Takahashi
- Nome: Kiku Honda
- Età: Non specificata
- Altezza: 1,65 m

Il Giappone appare come un paese stakanovista, serio, abile nei lavori manuali (specialmente la costruzione di modellini e gadget ispirati a vari anime).
Purtroppo, Giappone/Kiku non ha grande esperienza del mondo esterno, ma cerca di compensare tale mancanza: si applica molto per conoscere meglio nemici ed alleati. Quest'apertura è però difficile per lui: Giappone/Kiku detesta il contatto fisico e per instaurare dei legami, necessita di molto tempo. Talvolta il suo modo di comportarsi ricorda quello su una persona anziana.
Fisicamente, Kiku non si discosta dalla maggior parte dei giapponesi: ha capelli nerissimi ed una corporatura magra, oltre ad essere di bassa statura. Il suo linguaggio si contraddistingue per essere molto distaccato e, se interpellato, Kiku fornisce risposte volutamente vaghe o preparate con largo anticipo.

### Forze Alleate
America (?, Amerika), voce di Katsuyuki Konishi
- Nome: Alfred F. Jones
- Età: 19 (circa)
- Altezza: 1,77 m

L'America è una nazione di pionieri, Alfred è stato tirato su come colonia da Inghilterra/Arthur, contro il quale si è poi ribellato, reclamando la propria indipendenza. Alfred è estremamente ottimista, pieno di energia. Si considera un autentico eroe e come tale, è sempre pronto a ficcare il naso negli affari altrui, sia da solo che affiancato dai suoi alleati, ai quali si diletta ad esporre (o imporre) le proprie idee, senza prestare attenzione ai loro consigli.
Ha una pessima conoscenza della geografia e prova un timore irrefrenabile verso fantasmi ed entità soprannaturali, ad inquietarlo maggiormente, sono tuttavia le sfere di luce nelle fotografie, che egli crede essere dischi volanti. A questo proposito, è buffo che pur proclamandosi un grande eroe, non si sia mai accorto che spesso, un certo Tony, gli compare in casa e che, neanche a dirlo, questi abbia le sembianze di un alieno di Roswell.
Alfred adora rosolare hamburger e rimpinzarsi dei suoi classici cibi da Fast Food. La sua creatività non si esprime solo in cucina, infatti Alfred ha inventato molti marchingegni, purtroppo destinati a fallire.
 Inghilterra (?, Igirisu), voce di Noriaki Sugiyama
- Nome: Arthur Kirkland
- Età: 23 (circa)
- Altezza: 1,75 m

Inghilterra ha uno scheletro nell'armadio: prima di diventare il gentiluomo che noi tutti conosciamo, Arthur era infatti un vero e proprio pirata ed il suo più grande sollazzo era tormentare la Spagna (riferimento alla figura storica del pirata Francis Drake). Oggi, Arthur ha cambiato decisamente stile, diventando fine ed elegante, ma ahimè totalmente inetto ai fornelli, fatta eccezione per il tè, del quale è un accanito consumatore. È contraddistinto da grosse sopracciglia.
Non ha un buon rapporto con Francia/Francis e Russia/Ivan e spesso è critico nei confronti di America/Alfred, soprattutto dopo che questi gli si è ribellato, diventando indipendente.
Arthur è fermamente convinto dell'esistenza degli unicorni e di altre creature magiche, crede di riuscirle a vedere e si chiede perché gli altri non le vedano.
 Francia (?, Furansu), voce di Masaya Onosaka
- Nome: Francis Bonnefoy
- Età: 24 (circa)
- Altezza: 1,75

La Francia è stata una grande e potente nazione, almeno fino alla morte di Napoleone Bonaparte: dopo questa sciagura infatti, Francis è diventato totalmente negato con le armi e l'arte bellica. Fortunatamente, Francia/Francis riesce a tirare avanti attirando molti turisti grazie al suo vino pregiato e la sua cucina prelibata.
Esteticamente, Francis appare come un bel giovane con lunghi capelli biondi ed il pizzetto, cura molto il suo look e non manca mai di portare con sé una rosa rossa, simbolo dell'amore. Questo sentimento è l'ossessione di Francia/Francis, che non manca mai di infilare dei commentini piccanti o di fare delle avance a carattere sessuale a tutte le altre nazioni. Ha chiesto a Inghilterra di sposarlo, nonostante abbia degli antichi asti con quest'ultimo.[Da ricordare che nell'universo di Hetalia, per matrimonio si intende formare un'alleanza tra due Nazioni, che si ritrovano a condividere il medesimo governo].
I due litigano spessissimo, in particolare, Francis si diverte a provocare Arthur (si diverte a provocarlo chiamandolo "teppistello").
 Russia (ロシア?, Roshia), voce di Yasuhiro Takato
- Nome: Ivan Braginski
- Età: Non specificata
- Altezza: 1,82 m

A dispetto del viso infantile e innocente, Russia/Ivan è la più alta e possente delle nazioni. Il suo viso ed i suoi modi gentili sono in verità una maschera: la sua psiche è stata segnata da una storia imbrattata di sangue.
Personaggi con storie affini, che passano cioè dall'innocenza alla malvagità a causa di eventi tragici, sono chiamati nei manga yangire.
Le nazioni confinanti hanno gran timore della Russia, in particolar modo Lettonia. Ivan, che non si separa mai dalla fida sciarpa e dalla sua fiasca di vodka, promette minacciosamente che un giorno "tutti diventeranno una cosa sola con la madre Russia".
Quando è molto arrabbiato pronuncia la parola "kolkolkolkol" ripetutamente.
L'unico paese di cui sembra aver paura è la Bielorussia, una sorella minore pericolosa quasi quanto lui, che lo perseguita per convincerlo a sposarla! D'altro canto, Russia/Ivan perseguita spesso la sorella maggiore Ucraina, che gli deve molti soldi per i rifornimenti di gas ed altre risorse energetiche.
Della purezza di un tempo, Ivan conserva solo la passione per i girasoli.
 Cina (中国?, Chūgoku), voce di Yuki Kaida
- Nome: Wang Yao
- Età: 4000 (circa)
- Altezza: 1,69 m

La Cina/Yao è una delle nazioni più antiche ed ha aiutato Giappone/Kiku quando questi era ancora una nazione emergente. È sempre accompagnato da un piccolo panda e termina tutte le frasi con il suffisso "Aru" (tranne quando parla ad Inghilterra/Arthur, in quel caso il suffisso usato è "Ahen", ovvero "Oppio", probabile riferimento alla guerra dell'oppio).
Wang indossa gli abiti tipici del suo paese ed i suoi capelli scuri sono raccolti in un lungo codino, particolare che fa erroneamente pensare (anche sentendo la sua voce) che si tratti di una ragazza. Di tanto in tanto lo si vede combattere con un wok, una tipica pentola da cucina cinese.
Cina/Wang è ossessionato dal cibo ed è anche un grande fan di Shinatty-chan una parodia della gattina Hello Kitty.
Il suo diretto superiore è un drago cinese.
 Canada (カナダ?, Kanada), voce di Katsuyuki Konishi
- Nome: Matthew Williams
- Età: 19 (circa)
- Altezza: non specificata

È raramente visto e fa poche apparizioni rispetto al resto dei membri delle Forze Alleate, quasi nessuno lo nota per il fatto che è quasi da tutti scambiato dal fratello America.

### Altri personaggi
Austria  (オーストリア?,  Ōsutoria), voce di Akira Sasanuma da adulto e Aki Kanada da bambino
- Nome: Roderich Edelstein
- Età: Non specificata
- Altezza: Non specificata

Austria/Roderich appare come un giovane virtuoso del pianoforte. Ha un neo vicino al labbro inferiore e i capelli castano scuro. Ha ricciolo rivolto verso l'alto che chiama Mariazell e porta gli occhiali. Quando era bambino (come si vede nell'episodio Chibitalia), indossava una giacca fucsia e dei pantaloni viola. Nell'anime di Hetalia, il colore della sua giacca è stato cambiato da fucsia in blu e mentre i pantaloni sono neri, per abbinare i vestiti di quando era piccolo a quelli che indossa una volta cresciuto.
Pur essendo nato per combattere, da bambino era troppo debole per farlo, quindi veniva assistito da Svizzera, il suo migliore amico. Nonostante il suo aspetto di alta classe, Roderich è molto frugale. Ha contribuito a crescere Italia e ad accrescere il suo potenziale quando divenne proprietà del Sacro Romano Impero.
Belgio  (ベルギー?,  Berugī), voce di Eriko Nakamura
- Nome: Non specificata
- Età: Non specificata
- Altezza: Non specificata

Il Belgio è rappresentato da una ragazza. Poco è stato rivelato su di lei, eccetto che è la seconda di tre fratelli, il maggiore è Paesi Bassi (viene chiamato Olanda nel manga) e il più giovane Lussemburgo. I suoi corti capelli sono biondi, legati con un nastro. Talvolta, tuttavia, sono colorati castani o rossi. L'abbigliamento del personaggio è in stile europeo. Quand'era piccolo Lovino aveva una cotta per lei. Ad oggi i due hanno una forte amicizia.
Liechtenstein  (リヒテンシュタイン?,  Rihitenshutain), voce di Rie Kugimiya
- Nome: Lily Zwingli
- Età: Non specificata
- Altezza: Non specificata

Liechtenstein è una ragazza. In Hetalia, Svizzera l'ha adottata come sorellina dopo averla salvata. L'episodio è ispirato alla realtà storica: dopo la prima guerra mondiale la Svizzera si dimostrò solidale verso il Liechtenstein, aiutando il paese a riprendersi dalla crisi economica del dopoguerra.
La ragazza ha i capelli biondi a caschetto simili a quelli del fratello (in precedenza aveva delle trecce), mentre i suoi occhi sono verde acqua. Lei ed il fratello sono spesso raffigurati con uniformi simili, tuttavia Liechtenstein indossa anche un più femminile abito violetto, corredato di un nastro blu scuro tra i capelli.
Svizzera  (スイス?,  Suisu), voce di Romi Paku
- Nome: Vasch Zwingli
- Età: 18
- Altezza: Non specificata

Svizzera è rappresentato come un ragazzo alquanto basso, biondo e occhi verdi. Da piccolo, era amico di Austria/Roderich, ma la loro amicizia finì con l'ascesa al trono d'Austria degli Asburgo; tuttavia rinnega il suo rapporto passato con Austria/Roderich. Svizzera parla di un passato molto difficile, fra miseria, fame e povertà, in cui era costretto a vivere come mercenario. Mantiene sempre uno stato di neutralità, che lo ha portato a diventare una delle nazioni più ricche. Ha una vera e propria passione per il risparmio di denaro. Il suo carattere varia a seconda delle persone che ha di fronte: è infatti molto protettivo nei confronti della sorella Liechtenstein, ma diventa piuttosto nervoso in presenza di Austria/Roderich. Di solito, indossa un uniforme militare verde con due croci bianche sulle spalle, e un berretto.
Lituania  (リトアニア?,  Ritoania), voce di Ken Takeuchi
- Nome: Toris Lorinaitis
- Età: 19
- Altezza: Non specificata

Lituania è il componente più anziano dei Paesi Baltici. Appare come un ragazzo gentile e timido dagli occhi celesti (ma che nel manga sono verdi). Ha i capelli lunghi castano chiaro e in genere indossa un'uniforme verde. Un tempo viveva insieme a Polonia, ma i due sono stati divisi quando Russia li sconfisse, decidendo di prendersi Lituania.
Toris/Lituania, come Raivis/Lettonia ed Eduard/Estonia, è tuttora molto intimorito da Russia. Sembra invece andare d'accordo con America e Polonia, verso cui si mostra piuttosto protettivo, nonostante questi spesso lo infastidisca.
La sua schiena è ricoperta di cicatrici, segno del lungo periodo in cui è stato sotto il dominio di Russia. Trova carina Natalia/Bielorussia, la sorellina di Ivan/Russia.
Lettonia  (ラトビア?,  Ratobia), voce di Kazutada Tanaka
- Nome: Raivis Galante
- Età: 15
- Altezza: 1,40 m

Lettonia/Raivis è il più giovane dei Paesi Baltici. È un ragazzino dai capelli biondo scuro e gli occhi azzurri (viola nel manga) che piange e trema quasi sempre, specialmente in presenza di Russia. Egli è infatti terrorizzato da Ivan/Russia, che spesso lo infastidisce e preme la mano sulla sua testa. Questo, a suo dire, è causa della sua bassa statura (dovrebbe essere 10 cm più alto).
Ha sempre desiderato avere dei fratelli, e per questo cerca di avere tale rapporto con Lituania ed Estonia, che però non sembrano esserne molto entusiasti.
È amico di Sealand, per il quale cerca di essere un fratello maggiore, anche se le sue stesse insicurezze gli rendono difficile questo ruolo.
Estonia  (エストニア?,  Esutonia), voce di Atsushi Kōsaka
- Nome: Eduard Von Bock
- Età: 17
- Altezza: Non specificata

Terzo ed ultimo componente dei Paesi Baltici, Estonia è un ragazzo dagli occhi verdi e i capelli biondi e corti. Porta gli occhiali ed indossa un'uniforme verde simile a quella di Lituania. È un grande appassionato di elettronica e computer e, pur essendo anch'egli intimorito da Russia, pare essere il più fortunato nell'evitare le sue angherie. È protettivo nei confronti di Lettonia, ed è il migliore amico di Finlandia.
Pare che l'aspetto di Estonia sia ispirato a quello dello stesso Himaruya.
Prussia (プロイセン?, Puroisen), voce di Atsushi Kōsaka
- Nome: Gilbert Beilschmidt
- Età: 20 anni (circa)
- Altezza: 1,77 m

Fratello maggiore di Ludwig (Germania). Ha i capelli biondo cenere e gli occhi rosso/viola. Narcisista ed estremamente sicuro di sé, ama importunare Austria e Ungheria ed ha una grande ammirazione per i fratelli Italia. La sua vera natura è quella di un soldato puntuale e diligente, anche se la sua maleducazione lo maschera. Porta sempre con sé un uccellino di nome Gilbird e possiede numerosi diari dove è narrata la sua infanzia. Anche se non appare spesso, e non vuole dimostrarlo, si può intuire che Prussia è estremamente solo, a causa del suo brutto carattere, e la sua unica compagnia sembra essere il fratello Ludwing, con cui condivide la passione della birra.
Spagna  (スペイン?,  Supein), voce di Go Inoue
- Nome: Antonio Fernandez Carriedo
- Età: 25
- Altezza: Non specificata

È un ragazzo allegro e spensierato. Ha i capelli corti color castano scuro e gli occhi verdi. Generalmente adotta modi gentili e contenuti, ma quando si arrabbia diviene una furia incontenibile! Ha allevato Romano, cedutogli da Austria che invece ha tenuto con sé Feliciano, cercando, inutilmente, di fargli assimilare la lingua e la cultura spagnola, con l'unica eccezione d'averlo fatto innamorare dei pomodori. Seppur Lovino sia stato spesso ribelle e brusco nei suoi confronti, Spagna vi si è affezionato moltissimo, tanto da difenderlo dalle mire di Impero ottomano e da Francia e da condividere con lui la propria cultura.
Ungheria  (ハンガリー?,  Hangarī), voce di Michiko Neya
- Nome: Elizabeta Héderváry
- Età: Non specificata
- Altezza: 160 cm

Da piccola era una nazione nomade con atteggiamenti da maschiaccio: non a caso, fino alla pubertà, era convinta di essere un ragazzo.
Ungheria è appassionata di cavalli da sella, e porta sempre con sé una padella di ghisa da usare come arma, come ben sanno Francia/Francis e Prussia/Gilbert.
Ha gli occhi verdi e lunghi capelli castano chiaro, anche se in alcune raffigurazioni sono biondi. In un vecchio post sul suo blog, Hidekazu Himaruya ha raccontato che originariamente Ungheria sarebbe dovuta essere un personaggio maschile, travestito. Tuttavia, questo ruolo è passato a Polonia (che in qualche vignetta appare vestito da donna, di solito per provocare Toris/Lituania) così Ungheria è diventata a tutti gli effetti la prima ragazza della serie.
 Polonia  (ポーランド?, Pōrando), voce di Kazutada Tanaka
- Nome: Feliks Łukasiewicz
- Età: 19
- Altezza: Non specificata

La Polonia è rappresentata da un personaggio allegro e impulsivo. All'inizio della serie Feliks/Polonia è un poco egoista, ma fortunatamente con il tempo leviga quest'aspetto del suo carattere.
Quando incontra un estraneo, inizialmente lo tratta con timore, ma una volta abituato, inizia a mostrare al nuovo venuto fin troppa confidenza, finendo quasi per infastidirlo. Diverse volte, nelle strisce e nell'anime, ha dichiarato di aver dipinto la sua casa di rosa, forse in riferimento ai colori della bandiera polacca, che è rossa e bianca.
Feliks ha gli occhi verdi, e capelli biondo chiaro a caschetto. Indossa un'uniforme verde, spesso con l'aggiunta di una sorta di mantellina (anch'essa verde) che gli ricopre le spalle. Ha il vizio di ripetere in continuazione le parole tipo, totalmente quando parla.
È un grande amico di Italia Veneziano/Feliciano ed in passato ha avuto un profondo legame con Toris/Lituania.
Grecia  (ギリシャ?, Girisha), voce di Atsushi Kōsaka
- Nome: Heracles Karpusi
- Età: Non specificata
- Altezza: 170.5cm

È un personaggio calmo e rilassato oltre l'inverosimile, amante dei gatti, della filosofia e della mitologia. Porta capelli medio-lunghi color castano scuro ed occhi color verde oliva. In genere, passa il proprio tempo a dissotterrare antichi resti appartenuti a sua madre, l'Antica Grecia, di cui parla sempre con ammirazione e rispetto, e a dormire. È un buon amico di Giappone ma è in pessimi rapporti con Turchia, con il quale ha sempre accese diatribe.

## Media

### Manga
Il manga, originariamente pubblicato via internet, è stato poi pubblicato in tankōbon da Gentosha Comics a partire dal 28 marzo 2008. Dal 24 settembre 2011 viene pubblicato anche sulla rivista Comic Birz. In Italia il manga è pubblicato da J-Pop, divisione di Edizioni BD; il primo volume è uscito il 28 ottobre 2011 in occasione del Lucca Comics & Games.
Il manga è uno yonkoma, cioè organizzato a strisce di quattro vignette che si leggono dall'alto in basso. La prima serie si è conclusa nel 2013. La seconda serie, iniziata il 22 settembre 2014 su Shonen Jump + e tuttora in corso, è stata raccolta in 6 tankōbon da Shueisha. La serie, non più in formato yonkoma, è inedita in Italia.
Una collezione di illustrazioni, disegnata dall'autore, è stata pubblicata, sempre da Shueisha, il 4 novembre 2021.

#### Volumi
| Nº | Titolo italiano Giapponese 「Kanji」 - Rōmaji                               | Data di prima pubblicazione             | Data di prima pubblicazione                                                                        |
| Nº | Titolo italiano Giapponese 「Kanji」 - Rōmaji                               | Giapponese                              | Italiano                                                                                           |
| 1  | Hetalia Axis Powers 001 「ヘタリア Axis Powers」 - Hetaria Axis Powers      | 28 marzo 2008 ISBN 978-4-344-81275-8    | 28 ottobre 2011 (al Lucca Comics & Games) 5 novembre 2011 (uscita regolare) ISBN 978-88-6634-147-5 |
| 2  | Hetalia Axis Powers 002 「ヘタリア ２ Axis Powers」 - Hetaria 2 Axis Powers | 10 dicembre 2008 ISBN 978-4-344-81514-8 | 4 febbraio 2012 ISBN 978-88-6634-187-1                                                             |
| 3  | Hetalia Axis Powers 003 「ヘタリア ３ Axis Powers」 - Hetaria 3 Axis Powers | 21 maggio 2010 ISBN 978-4-344-81938-2   | 23 giugno 2012 ISBN 978-88-6634-241-0                                                              |
| 4  | Hetalia Axis Powers 004 「ヘタリア ４ Axis Powers」 - Hetaria 4 Axis Powers | 30 giugno 2011 ISBN 978-4-344-82233-7   | 15 dicembre 2012 ISBN 978-88-6634-392-9                                                            |
| 5  | Hetalia Axis Powers 005 「ヘタリア ５ Axis Powers」 - Hetaria 5 Axis Powers | 31 luglio 2012 ISBN 978-4-344-82563-5   | 24 novembre 2013 ISBN 978-88-6634-806-1                                                            |
| 6  | 「ヘタリア 6 Axis Powers」 - Hetaria 6 Axis Powers                          | 31 ottobre 2013 ISBN 978-4-344-82867-4  | —                                                                                                  |

| Nº | Titolo italiano (Traduzione letterale) Giapponese 「Kanji」 - Rōmaji     | Data di prima pubblicazione             | Data di prima pubblicazione |
| Nº | Titolo italiano (Traduzione letterale) Giapponese 「Kanji」 - Rōmaji     | Giapponese                              | Italiano                    |
| 1  | Hetalia World☆Stars 1 「ヘタリア World☆Stars 1」 - Hetaria World☆Stars 1 | 4 febbraio 2015 ISBN 978-4-08-880375-3  | —                           |
| 2  | Hetalia World☆Stars 2 「ヘタリア World☆Stars 2」 - Hetaria World☆Stars 2 | 10 dicembre 2008 ISBN 978-4-08-880440-8 | —                           |
| 3  | Hetalia World☆Stars 3 「ヘタリア World☆Stars 3」 - Hetaria World☆Stars 3 | 21 maggio 2010 ISBN 978-4-08-880615-0   | —                           |
| 4  | Hetalia World☆Stars 4 「ヘタリア World☆Stars 4」 - Hetaria World☆Stars 4 | 2 giugno 2017 ISBN 978-4-08-881228-1    | —                           |
| 5  | Hetalia World☆Stars 5 「ヘタリア World☆Stars 5」 - Hetaria World☆Stars 5 | 2 aprile 2022 ISBN 978-4-08-882626-4    | —                           |
| 6  | Hetalia World☆Stars 6 「ヘタリア World☆Stars 6」 - Hetaria World☆Stars 6 | 2 settembre 2022 ISBN 978-4-08-883090-2 | —                           |

### Anime

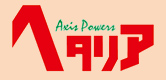
Logo della serie

Un adattamento anime di 26 episodi, dal titolo originale Hetalia Axis Powers (ヘタリア Axis Powers?), fu annunciato il 24 luglio 2008.
Diretto da Bob Shirohata (Gravitation, Diamond Daydreams) ed animato dallo Studio Deen, originariamente fu concepito per essere trasmesso sul canale Kids Station dal 24 gennaio 2009, ma successivamente si abolì l'idea. La cancellazione della trasmissione fu dovuta ad una protesta di numerosi coreani che sostenevano che la rappresentazione della Corea nell'anime fosse offensiva, anche se in realtà il personaggio della Corea non compare nell'anime. Kids Station citò "varie circostanze" dietro alla cancellazione dell'anime, senza dare ulteriori informazioni al riguardo. L'anime, comprese le altre stagioni, fu quindi trasmesso solo su internet: gli episodi, di 5 minuti l'uno, venivano pubblicati sul sito Animate.tv prima per i telefoni cellulari e tre giorni dopo per i computer con ogni episodio disponibile per otto giorni. Dal mese di luglio 2010 l'anime cominciò ad essere trasmesso in TV dal canale BS11 con strisce di cinque o sei episodi per volta.
La seconda stagione della serie consta di altri 26 episodi trasmessi dal 24 luglio 2009, per un totale di 52.
La terza stagione è stata trasmessa a partire dal 26 marzo 2010 e conta 24 episodi, la quarta è stata trasmessa dal 10 settembre 2010 al 21 febbraio 2011 e conta altri 24 episodi. La terza e la quarta stagione sono intitolate Hetalia World Series (ヘタリア World Series?). Gli episodi delle prime quattro stagioni sono in tutto 100. Di questa serie sono stati prodotti anche 4 OAV. Inoltre, il 5 giugno 2010 è stato distribuito nei cinema giapponesi un film della durata di 77 minuti, intitolato Hetalia: Axis Powers - Paint it, White! (ヘタリア Axis Powers - Paint it, White?).
Dopo una pausa di quasi due anni, una quinta stagione di 20 episodi intitolata Hetalia - The Beautiful World (ヘタリア The Beautiful World?) è iniziata il 25 gennaio 2013.. Di questa stagione sono anche usciti 4 episodi extra e 1 special.
Sono stati prodotti anche alcuni episodi speciali: il primo è una versione-episodio intero della sottotrama America no sōko sōji (アメリカの倉庫掃除? "America ripulisce il ripostiglio") ed è stato trasmesso il 12 marzo 2010 fra la seconda stagione e la terza. Esso è stato poi incluso in un DVD chiamato Hetalia Fan Disk uscito il 25 maggio 2010 insieme ad un episodio speciale che continua la storia di Prussia e Ungheria bambini vista nel primo episodio di World Series, intitolato Ore-sama nikki (おれさま日記? "Il diario del signor me") e ad una versione-episodio intero della sottotrama Chibitalia (ちびたりあ?, Chibitaria). Nella pausa fra la quarta e la quinta stagione, tre episodi extra di World Series sono stati pubblicati in streaming, sempre sui cellulari e tre giorni dopo sui computer, rispettivamente il 25 marzo, il 22 luglio e il 16 settembre 2011.
La serie è stata acquistata per la distribuzione in Italia da Yamato Video, che la pubblicherà sul canale di YouTube Yamato Animation nel 2014 con il titolo di Incapacitalia, doppiata in italiano.
Dal 3 luglio 2015 è partita la sesta stagione dal titolo Hetalia: The World Twinkle (ヘタリア The World Twinkle?). Nel primo episodio di questa serie i vari stati sono stati rappresentati da gatti anziché da personaggi in carne ed ossa. Di questa stagione sono anche usciti 3 episodi extra e uno special.
La settima stagione, Hetalia World☆Stars (ヘタリア World☆Stars?) e realizzata dallo Studio Deen, è andata in onda dal 1 aprile 2021 al 7 giugno 2021. La serie, composta da 12 episodi, è stata seguita da 3 speciali disponibili nel Blu-Ray della serie.

### Film
È stato prodotto un lungometraggio animato ispirato alla serie, intitolato Ginmaku Hetalia Axis Powers - Paint It, White (Shiroku nure!) (銀幕ヘタリア Axis Powers Paint It, Ｗhite（白くぬれ！）?), uscito nelle sale giapponesi il 5 giugno del 2010. Il 26 gennaio 2011 è stato pubblicato il DVD sul mercato giapponese.

### Videogioco
Gakuen Hetalia Portable (学園ヘタリア Portable?, Gakuen Hetaria Portable, lett. "Accademia Hetalia portatile") è il titolo del videogioco per PlayStation Portable pubblicato il 24 marzo 2011. Il gioco mostra le nazioni in una specie di "realtà alternativa" in cui i protagonisti si ritrovano studenti di un'accademia, la World Academy W. È stato sviluppato da Otomate e pubblicato da Idea Factory.

### Drama CD
Da Hetalia sono stati tratti anche dei drama CD. Essi hanno un titolo in giapponese, oppure un titolo inglese scritto in katakana, ma sulla copertina è indicato di solito il titolo in inglese scritto in lettere occidentali, a volte diverso.
| N° | Titolo giapponese                               | Titolo traslitterato                               | Titolo in copertina                                                                  | Traduzioni e note | Data di pubblicazione |
| -- | ----------------------------------------------- | -------------------------------------------------- | ------------------------------------------------------------------------------------ | --- | --------------------- |
| -  | Axis powers HETALIA 〜The CD〜                  |                                                    | Axis powers HETALIA The CD                                                           | CD di produzione indipendente realizzato prima del casting per il doppiaggio dell'anime. | 14 settembre 2008     |
| 1  | ヘタリア ドラマＣＤ～プロローグ～               | Hetaria Dorama CD ~Purorōgu~                       | Hetalia Drama CD -Prologue-                                                          | | 29 agosto 2008        |
| 2  | ヘタリア～心の底からヘタリアをマンセーする～    | Hetaria ~Kokoro no soko kara Hetaria o mansē suru~ | Axis Powers HETALIA Drama CD *1                                                      | Il titolo giapponese significa "Hetalia - Dal profondo del cuore grido "manse" ad Hetalia", dove manse è la versione coreana dell'espressione "diecimila anni", corrispondente al giapponese banzai, e può essere tradotto con "Lunga vita!"                                                       | 24 ottobre 2008       |
| 3  | ヘタリア ドラマＣＤ～プロローグ２～             | Hetaria Dorama CD ~Purorōgu ni~                    | Hetalia Drama CD -Prologue 2-                                                        | | 29 dicembre 2008      |
| 4  | ヘタリア ドラマCD vol. 2                        | Hetaria Dorama CD vol. 2                           | Axis Powers Hetalia - Drama CD vol.2                                                 | | 3 giugno 2009         |
| 5  | ヘタリア ドラマCD インターバルvol.1「俺様ＣＤ」 | Hetaria Dorama CD Intābaru vol.1 「Ore-sama CD」   | 俺様ＣＤ - HETALIA DRAMA CD Interval Vol.I Prussia                                   | Ore-sama (俺様?) è un modo molto presuntuoso e vanitoso per riferirsi a sé stessi, dato che è formato da ore che è un pronome maschile ed informale che significa "io", più il suffisso onorifico sama. Ore-sama CD si può tradurre quindi con "Il CD dell signor me" o "Il CD del venerabile me". | 15 agosto 2009        |
| 6  | ヘタリアファンタジア                            | Hetaria Fantajia                                   | Hetalia Axis Powers Special CD - Hetalia Fantasia - Hetalia2 & Comic Birz Presents   | | 27 agosto 2009        |
| 7  | ヘタリア ドラマCD インターバルvol.2「親分ＣＤ」 | Hetaria Dorama CD Intābaru vol.2 「Oyabun CD」     | 親分ＣＤ - HETALIA DORAMA CD Interval Vol.2 - Spain                                  | Oyabun (親分?) significa "capo", quindi Oyabun CD significa "Il CD del capo". | 8 dicembre 2010       |
| 8  | ヘタリアファンタジア 2                          | Hetaria Fantajia ni                                | Hetalia Axis Powers Special CD - Hetalia Fantasia 2 - Hetalia3 & Comic Birz Presents | | 10 dicembre 2010      |

### Musical
Dal manga di Hetalia sono stati tratti quattro musical, tutti portati in scena a Tokyo. Il primo, scritto da Yūsei Naruse, era in programmazione dal 24 al 29 dicembre al Zeppu burūshiatā roppongi (Zeppブルーシアター六本木?, lett. "Teatro Zepp Blue Roppongi"); il secondo, sempre scritto da Yūsei Naruse, è stato visibile dal 10 al 20 novembre 2016 al Shiatā 1010 (シアター1010?, lett. "Teatro 1010"), e in Osaka dal 26 al 27 novembre al Morinomiya pirotihōru  (森ノ宮ピロティホール?), ed era anche visibile a distanza; il terzo, chiamato Musical Hetalia Final Live ~A World in the Universe~, sempre scritto da Yūsei Naruse e diretto da Kotaro Yoshitani, è andato in scena nel marzo del 2018, ad Osaka nel NHK Ōsakahōsō kaikan (NHK大阪放送会館?) e nello stesso teatro di Tokyo del precedente. Il quarto musical è andato in scena nel dicembre 2021 a Tokyo ed Osaka.